# Smith Tobacco Barn

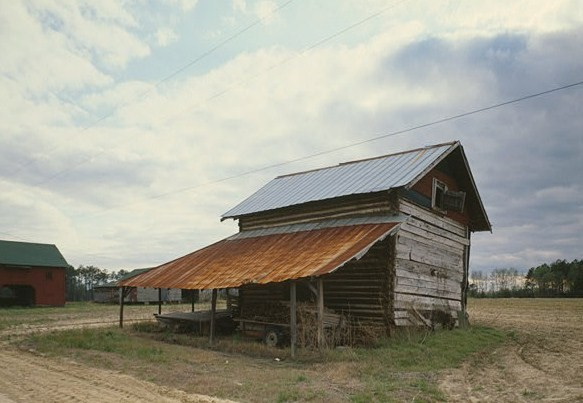
Smith Tobacco Barn im Jahr 1987

Der Smith Tobacco Barn ist ein traditioneller Tabaktrockenschuppen aus der ersten Hälfte des 20. Jahrhunderts im Dillon County, South Carolina. Er wurde als in dieser Gegend besterhaltener seiner Art 1984 in das National Register of Historic Places aufgenommen.

## Nutzung
Brightleaf-Tabak wurde in South Carolina in den 1880er und 1890er Jahren eingeführt. Diese Pflanzen gedeihen auf dem sandigen, lehmigen Grund des Pee Dee und werden rauchgetrocknet. Die traditionellen Schuppen haben einen oder zwei Brennkammern, in denen Holz oder Kohle verfeuert wurde. In den 1950er Jahren wurden viele Schuppen auf Gas- oder Ölbefeuerung umgestellt, da dies eine bessere Temperaturregulierung ermöglichte.
Die Tabakblätter wurden über Stangen gelegt, die auf waagrechte Trägerbalken in dem Schuppen gesetzt wurden. Es gab drei Phasen der Trocknung: Die erste Phase trocknete die Blätter bei 40–43 °C, in der zweiten Phase wurde die Temperatur auf 54–57 °C erhöht, damit die Blätter gelb wurden. Schließlich wurde die Temperatur auf 71–77 °C erhöht, um die Stängel zu trocknen.

## Beschreibung
Der Schuppen ist rechteckig. Das Satteldach ist aus Blech und der Sockel aus Backsteinen gemauert. Die Wände bis hoch zur Dachtraufe bestehen aus gesägtem Bauholz. An den Ecken sind die Balken miteinander verkerbt und die Ritzen mit Mörtel verschlossen. Die Giebelseiten sind mit waagrechten Wetterschenkeln verkleidet. Die kleinen, rechteckigen Türen in den Giebeln können geöffnet werden, um das Innere zu belüften. Auf den südlichen und östlichen Seiten gibt es von Pfosten gestützte Vordächer aus Blech, die Schatten für das Aufwickeln der Blätter spendeten. Im Osten und Westen gibt es Türen am Erdboden. Der Name J. L. King und das Datum 1942 sind in die Ecksteine eingeritzt. Im Innern war der Schuppen durch hölzerne Verbindungsbalken in fünf Abschnitte aufgeteilt. Am südlichen Ende befindet sich eine aus Backsteinen gemauerte Brennkammer. Ältere Photographien zeigen, dass die Befeuerung erst später auf Heizöl umgestellt wurde.
Als der Schuppen für das National Register nominiert wurde, wurde er nicht mehr als Tabakschuppen genutzt, galt jedoch als der am besten erhaltene Tabakschuppen im Dillon County und im benachbarten Marion County aus der Zeit zwischen 1895 und den 1950er Jahren.